# Parwiz Bahmani
Parwiz Bahmani (pers. پرویز بهمنی; ur. 5 maja 1956) – irański bokser, olimpijczyk.
Wystartował w wadze lekkiej na Letnich Igrzyskach Olimpijskich 1976. Przez pierwsze dwie rundy przeszedł beż walki. W trzeciej fazie zawodów zmierzył się z Bułgarem Cwetanem Cwetkowem, który wygrał z Irańczykiem na punkty.